# Nanotyrannus
Nanotyrannus ("pequeno tirano") é um gênero controverso de dinossauro tiranossaurídeo Foi nomeado em 1988 a partir de um pequeno crânio de tiranossaurídeo, anteriormente descrita em 1946 por Charles W. Gilmore como o Gorgosaurus lancensis. A pesquisa inicial indicou que os ossos do crânio foram fundidos, e que ele, por isso, representou um espécime adulto. O trabalho subsequente pôs isto em dúvida e atualmente a maioria dos paleontólogos não o consideram mais um gênero válido por falta de traços distintivos com o gênero Tyrannosaurus. O Nanotyrannus supostamente teria entre 9 a 9,90 metros de comprimento e tinha de 4 a 4,98 metros de altura e pesavam de 1 a 2 toneladas.
O debate sobre a existência desse espécime surgiu em 1999, e desde então, o táxon tem sua validade questionada, não sendo colocado em nenhuma análise filogenética de Tyrannosauridae desde o final da década de 2000. Nos primeiros anos da década de 2020, várias publicações apontaram claramente que Nanotyrannus seria um T. rex em estado juvenil, porém em 2024 o debate sobre a validade do gênero foi reaberto.

## História da descoberta

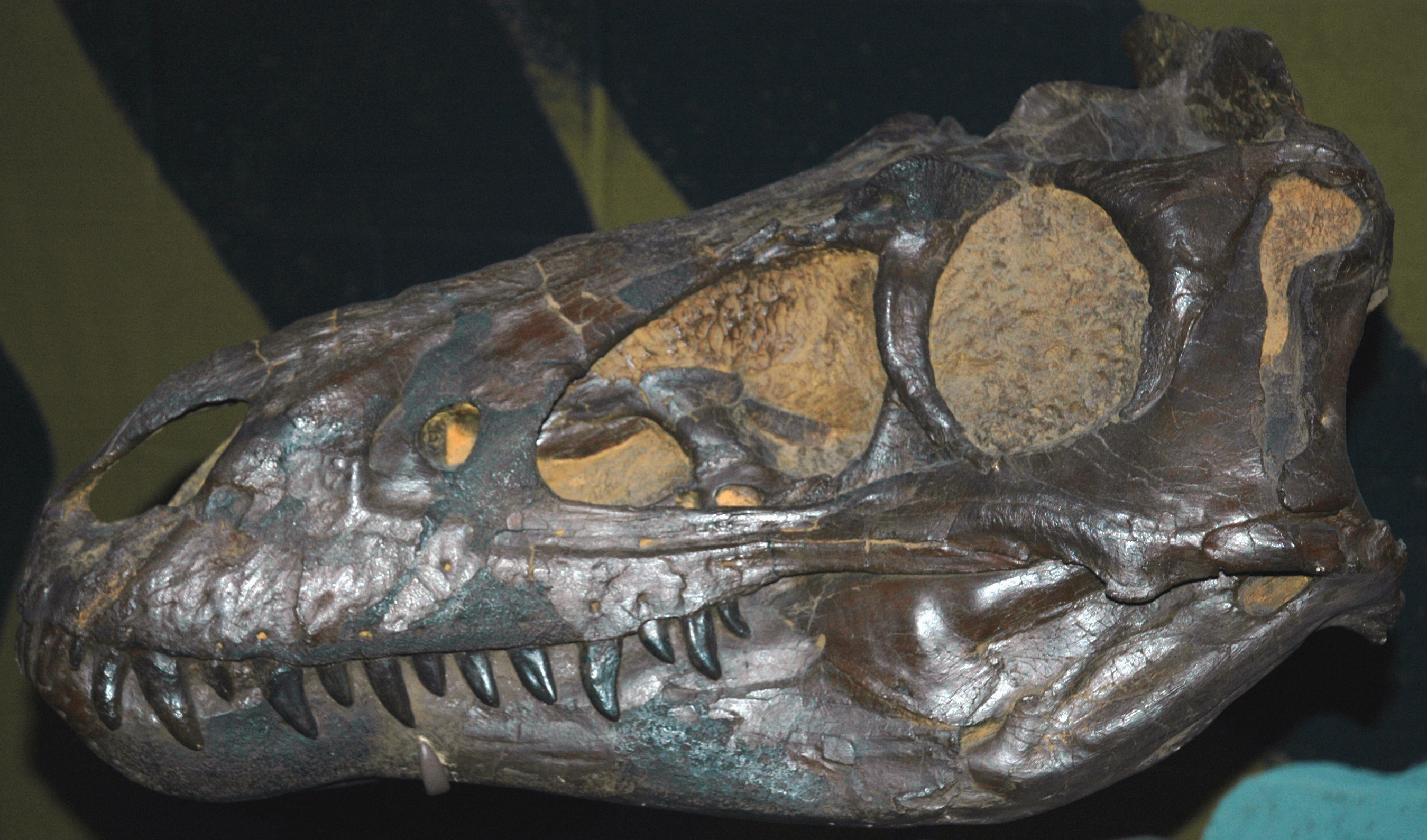
Antigo holótipo de Nanotyrannus lancensis, agora interpretado como um jovem Tyrannosaurus

Em 1942, um crânio pequeno, mas quase completo, foi localizado em Montana, com 60 centímetros de comprimento. Este crânio, CMNH 7541, foi analisado por Charles W. Gilmore que o classificou em uma publicação póstuma em 1946 como uma espécie de Gorgosaurus (G. lancensis). Em 1988, este espécime foi re-descrito por Robert T. Bakker, Philip J. Currie e Michael Williams, então curador de paleontologia no Museu de História Natural de Cleveland, onde o espécime original estava alojado e agora está em exibição A pesquisa inicial indicou que os ossos do crânio foram fundidos e que, portanto, representava um espécime adulto. À luz disso, Bakker e colegas atribuíram o crânio a um novo gênero chamado Nanotyrannus (que significa "tirano anão", por seu tamanho adulto aparentemente pequeno). Estima-se que o espécime tivesse cerca de 5,2 metros de comprimento quando morreu. No entanto, em 1999, uma análise detalhada por Thomas Carr revelou que o espécime era um jovem, levando Carr e muitos outros paleontólogos a considerá-lo um indivíduo juvenil de T. rex.

### Análises posteriores

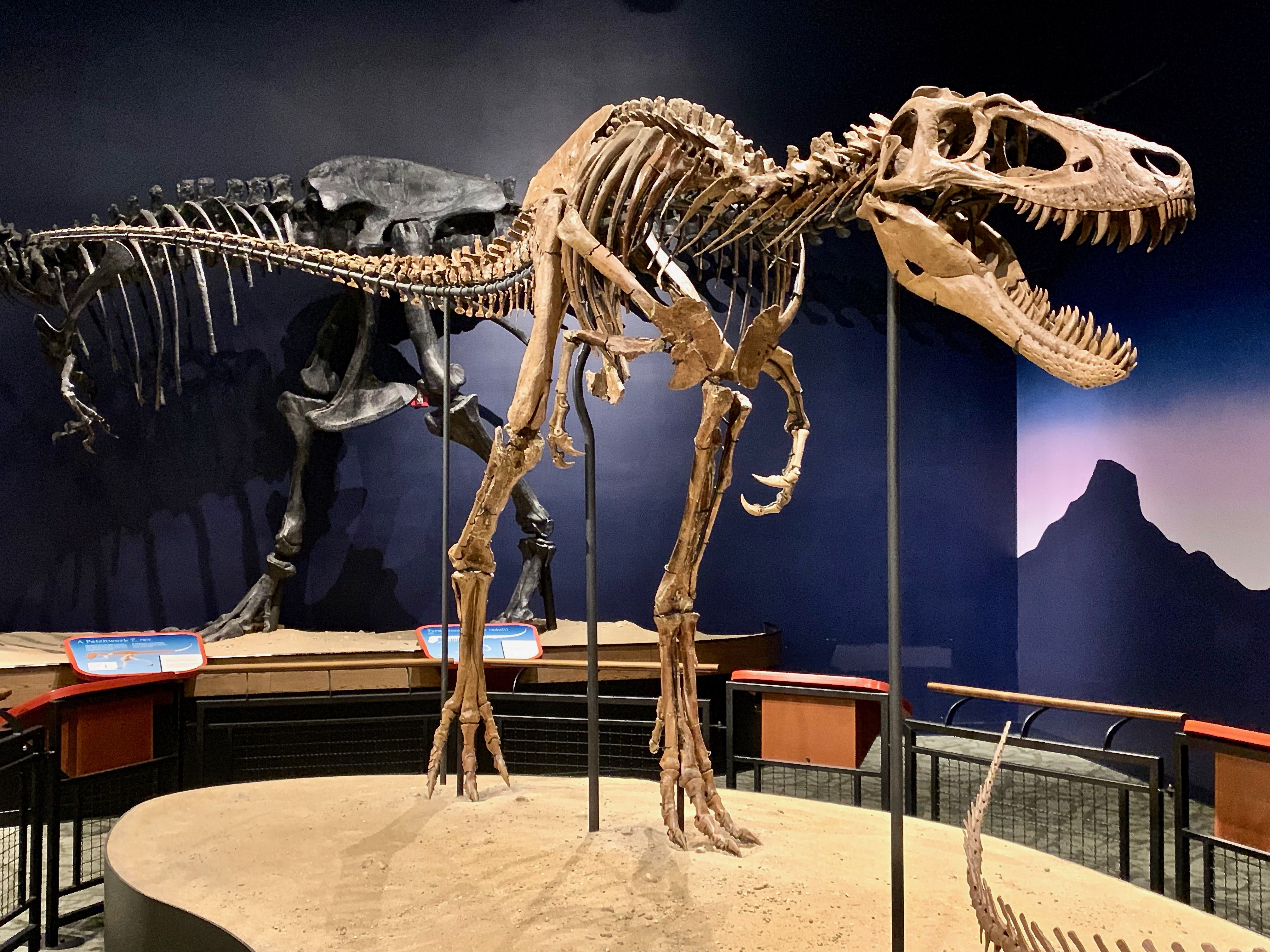
Esqueleto montado de Jane (espécime BMRP 2002.4.1)

Em 2001, um tiranossaurídeo juvenil mais completo (apelidado de "Jane", número de catálogo BMRP 2002.4.1), pertencente à mesma espécie do espécime Nanotyrannus original, foi descoberto. Esta descoberta levou a uma conferência sobre tiranossauros focada nas questões da validade do Nanotyrannus no Burpee Museum of Natural History em 2005. Vários paleontólogos que haviam publicado anteriormente opiniões de que N. lancensis era uma espécie válida, incluindo Currie e Williams, viram a descoberta de "Jane" como uma confirmação de que Nanotyrannus era, de fato, um T. rex juvenil. Peter Larson continuou a apoiar a hipótese de que N . lancensis era uma espécie separada, mas intimamente relacionada, com base nas características do crânio, como dois dentes a mais em ambas as mandíbulas do que  T. rex ; bem como mãos proporcionalmente maiores com falanges no terceiro metacarpo e anatomia osso da fúrcula diferente em um espécime não descrito. Ele também argumentou que Stygivenator, geralmente considerado um jovem  T. rex , pode ser um espécime de Nanotyrannus mais jovem. Pesquisas posteriores revelaram que outros tiranossaurídeos como Gorgosaurus também experimentaram redução na contagem de dentes durante o crescimento, e dada a disparidade na contagem de dentes entre indivíduos da mesma faixa etária neste gênero e Tyrannosaurus, este recurso também pode ser devido a variação individual.
Em 2016, uma análise das proporções dos membros por Persons e Currie sugeriu que os espécimes de  Nanotyrannus  tinham diferentes níveis de cursorialidade, potencialmente separando-os de  T. rex . No entanto, outro paleontólogo, Manabu Sakomoto, comentou que esta conclusão poderia ser impactada por baixo tamanho da amostra, e a discrepância não reflete necessariamente a distinção taxonômica. No mesmo ano do trabalho de Persons e Currie, Joshua Schmerge defendeu a validade do Nanotyrannus com base nas características do crânio, incluindo uma ranhura dentária no crânio BMRP 2002.4.1. De acordo com Schmerge, como essa característica está ausente no T. rex e encontrada apenas em Dryptosaurus e albertosaurinos, demonstraria que o Nanotyrannus seria um táxon distinto dentro dos Albertosaurinae. No mesmo ano, Carr e colegas observaram que isso não era suficiente para esclarecer a validade ou classificação do Nanotyrannus, sendo uma característica comum e ontogeneticamente variável entre os tiranossaurídeos.

### Sinonímia comTyrannosauruscomo espécime juvenil
Um estudo de 2020 realizado por Holly Woodward e colegas mostrou que os espécimes referidos ao Nanotyrannus eram todos ontogeneticamente imaturos, apontando que era provável que esses espécimes pertencessem ao T. Rex. No mesmo ano, Carr publicou um artigo sobre a história de crescimento do Tyrannosaurus, descobrindo que o CMNH 7541 se encaixava na variação ontogenética esperada do táxon e exibia características juvenis encontradas em outros espécimes. Foi classificado como juvenil, com idade inferior a 13 anos e crânio inferior a 80 cm. Nenhuma variação sexual ou filogenética significativa foi discernível entre qualquer um dos 44 espécimes estudados, com Carr afirmando que os caracteres de potencial importância filogenética diminuem ao longo da idade na mesma taxa de crescimento. Discutindo os resultados do trabalho, Carr descreveu como todos os espécimes de Nanotyrannus formaram uma transição de crescimento contínua entre os menores juvenis e os subadultos, ao contrário do que seria esperado se fosse um táxon distinto onde os espécimes se agrupariam com a exclusão do tiranossauro. Carr, portanto, concluiu que "os nanomorfos não são tão semelhantes entre si e, em vez disso, apenas mostram uma ponte importante na série de crescimento do T. rex que captura o início da mudança profunda do crânio raso dos juvenis para o crânio profundo que é visto em adultos totalmente desenvolvidos."
O consenso permaneceu apontando uma sinonímia com T. rex até que uma análise filogenética de Longrich e Saitta em janeiro de 2024 reabriu o debate sobre a validade do táxon. Eles apontaram vários fatores, incluindo diferenças na morfologia, ontogenia e filogenia para indicar que o gênero Nanotyrannus é válido.